# Sabrina Delannoy
Pour les articles homonymes, voir Delannoy.
Sabrina Delannoy, née le 18 mai 1986 à Béthune, est une footballeuse internationale française évoluant au poste de défenseure reconvertie en commentatrice pour la télévision. Lors de sa carrière sportive, elle a joué à Bruay et au CNFE Clairefontaine avant de devenir une cadre du Paris Saint-Germain.

## Biographie

### Carrière en club
Née à Béthune (Pas-de-Calais) le 18 mai 1986, Sabrina Delannoy entame sa carrière de footballeuse en 2003 au Centre national de formation et d’entraînement de Clairefontaine (CNFE Clairefontaine). Le 26 mai 2001 avec l'équipe de Ligue du Nord-Pas-de-Calais, Sabrina Delannoy remporte la Coupe de France féminine des moins de 16 ans (2-1) aux côtés de Amélie Coquet et contre la sélection de Champagne-Ardenne de Gaëtane Thiney et Élise Bussaglia. Après deux ans passés dans le club du centre de préformation français, elle signe au PSG en juillet 2005 pour ne plus jamais le quitter. Là, la joueuse qui mesure 1,71 m devient la meneuse de la défense parisienne et obtiendra très rapidement le privilège de porter le brassard de capitaine, rôle qu'elle gardera d'ailleurs pendant neuf saisons. Elle s'appropriera également, fait rare pour une défenseure, le droit de tirer les pénaltys. Lors de l'ultime match de la saison 2010-2011, c'est elle qui inscrit dans les dernières minutes le pénalty synonyme de la première qualification de l'histoire du PSG pour la Ligue des Champions. Elle mènera également son club à la victoire finale en Challenge de France (l’équivalent de la Coupe de France) lors de la saison 2009-2010, le seul titre de l'histoire du PSG. Sabrina était notamment connue pour son endurance et son physique sans faille qui lui permettaient de n'être jamais blessé et de disputer au moins 80 % des matchs jouables par saison, son minimum de matchs disputées par saison en championnat étant de 19 matchs par saison.

#### Des débuts prometteurs (2003-2005)
Sabrina fait ses débuts au CNFE Clairefontaine en 1re division à l'âge de 17 ans, repérée par le club lors de la Coupe de France des régions avec les U16. Elle réalise deux excellentes saisons pour une si jeune joueuse en jouant 41 matchs sur 44 jouables lors des deux saisons qu'elle passa au club. Elle y côtoya par ailleurs plusieurs joueuses qui deviendront ses coéquipières au PSG et/ou en équipe de France telles que Jessica Houara-d'Hommeaux, Elodie Thomis, Sarah Bouhaddi ou encore Elise Bussaglia.

#### Le dévouement au Paris Saint Germain (2005-2017)

##### De bons résultats et le premier titre (2005-2011)
Après son passage à Clairefontaine, Sabrina doit faire un choix entre deux clubs parisiens, soit le FCF Juvisy qui était à l'époque le club qui dominait le football français avec des joueuses telles que Marinette Pichon, Sandrine Soubeyrand ou encore Peggy Provost, ou alors le Paris Saint Germain, club n'ayant encore rien gagné mais qui cherche à se développer. Elle choisira finalement le PSG car elle voulait rester le plus proche possible de son université. Ironie du sort, elle ne quittera jamais le club et y passera 12 saisons simplement pour une affaire de proximité avec son université. Lors de ses premières saisons passées au club, elle montera en puissance et récupérera le brassard de capitaine en 2009 à l'âge de 23 ans seulement. Sabrina connait également ses premiers matchs en Coupe de France en 2007 où le PSG ira jusqu'en finale (perdue 3-0 face à l'OL), elle y jouera 5 matchs dont la finale en tant que capitaine mais elle sortira à la mi-temps. Les Parisiennes finissent également 5e, leur meilleur résultat depuis 2001. La saison 2008-2009 est un peu plus compliquée car les Franciliennes ne finissent que 8e du championnat et s'arrêtent en 16e de finale de Coupe de France, cette saison est vécue comme un cauchemar par les joueuses comparée à la saison précédente. Cela n'empêchera pas Sabrina Delannoy d'effectuer 20 matchs sur 23 jouables lors de la saison. La saison 2009-2010 est tout le contraire et est même dite comme la plus grande de l'histoire du PSG car elles remportent cette année leur premier et unique titre de leur histoire en Coupe de France où, après s'être débarrassé de leur rival de toujours l'Olympique Lyonnais en demi-finale (1-1 (Tab : 3-2)), elles battront Montpellier 5-0 en finale où Sabrina disputera l'intégralité du match. Elles occuperont également pour la première fois de leur histoire la première place du championnat et ce de la 8e à la 14e journée, en terminant la saison pour la première fois invaincue face aux Lyonnaises. Malgré cela, elles finissent 3e du fait de mauvais résultats dans les dernières journées. Enfin, la saison 2010-2011 est l'apogée de cette bonne période du PSG et du début de carrière de Sabrina Delannoy, car bien qu'elles aient été éliminées en 16e de finale de Coupe de France par le FC Vendenheim. Elles réussissent pour la première fois de leur histoire à terminer deuxième du championnat, place qualificative pour la Ligue des Champions avec un pénalty de Sabrina Delannoy dans les dernières secondes du match de la dernière journée face à Montpellier. Alors que les Franciliennes n'avaient occupé la deuxième place que seulement deux journées durant tout le championnat (la 8e et la 18e) contre 15 journées pour les Montpelliéraines. Lors du match de la dernière journée opposant les deux équipes, elles ont le même nombre de points mais c'est bien les Héraultaises qui sont devant grâce aux points du match aller remporté 3 buts à 1 à Montpellier. Il suffit donc aux Montpelliéraines d'un match nul pour finir deuxième. Ce match entre deux protagonistes qui auront été au coude à coude tout au long de la saison allait se jouer à peu de choses tant les équipes avaient des armes à faire valoir pour décrocher le précieux sésame. Montpellier effectue une excellente entame de rencontre, car à de multiples reprises en première période, les joueuses de Camillo Vaz allaient être en grande difficulté et il fallait tout la détermination de la gardienne Bérangère Sapowicz et de Lepailleur avec un sauvetage sur la ligne pour éviter l'ouverture du score héraultaise. Aussi logique aurait-elle été, cette ouverture du score n'avait pas lieu et jusqu'à quelques ultimes minutes de la fin, le score restait vierge. Après une seconde période, où le PSG afficha un autre visage avec des occasions pour Pizzala, Houara et Thomas, Montpellier recula dans les dernières minutes, un pénalty sifflé par Mme Gosselin allait faire basculer la rencontre. Un coup franc au départ d'Élise Bussaglia qui cherchait une partenaire dans la surface, le ballon retombait aux 13 m. L'arbitre estimait un tirage de maillot de Meilleroux sur une Parisienne. Montpellier protestait contre cette décision qui allait permettre à Delannoy de transformer le pénalty et d'offrir à l'arraché une première participation européenne à son club. C'est donc historiquement Sabrina Delannoy qui permit au club pour la première fois de son histoire de participer à la Ligue des Champions.

##### Première Ligue des Champions mais saison compliquée (2011-2012)
Le PSG dispute cette saison pour la première fois de son histoire la Ligue des Champions où il hérite d'un adversaire abordable en 16e finale, le club irlandais de Peamount United, que les Parisiennes battront 5-0 sur l'ensemble des deux matchs (0-2, 3-0). En championnat, la donne a quelque peu changé car elles ne finissent que 4e en totalisant 66 points, ce qui fait qu'elles ne disputeront pas la prochaine Ligue des Champions. Elles finissent 10 points derrière Montpellier troisième et 12 points derrière Juvisy deuxième. Bien que la première partie de saison ait été prometteuse car elles finissent trois journées deuxièmes et même une journée premières. La deuxième partie est insuffisante et elles finissent à la quatrième place. Les Franciliennes se rattrapent tout de même en Coupe de France car elles réalisent un beau parcours mais échouent en demi-finale face à Montpellier en perdant 1 but à 0 à domicile. Enfin, la Ligue des Champions ne sourira pas non plus aux Parisiennes car elles tombent dès les 8e de finale sur l'ogre allemand, le FFC Francfort. Par manque d'expérience, le PSG prend une claque 3-0 à l'aller. La victoire 2-1 du PSG au retour est anecdotique. Néanmoins Sabrina Delannoy disputera l'intégralité des matchs de Ligue des Champions.

##### Une saison de renouveau (2012-2013)
Après la désillusion de la précédente saison, les Parisiennes se doivent de montrer de quoi elles sont toujours capables. C'est pourquoi elles donnent tout cette année en championnat n'étant pas qualifiées en Ligue des Champions. Cet effort est payant car elles finissent deuxièmes, bien loin de l'Olympique Lyonnais bien sur (7 points) qui ont gagné tous leurs matchs mais également à 4 points du troisième le FCF Juvisy. Elles sont donc qualifiées pour la deuxième fois en Ligue des Champions. En Coupe de France, elles remettent ça et échouent une nouvelle fois en demi-finale 2-0, cette fois-ci face à AS Saint-Étienne, alors qu'elles étaient ultra favorites. Lors de cette saison, les Franciliennes finissent notamment invaincues face à Montpellier (1 V, 1 N) et gagnent leur 2 matchs face à Juvisy en championnat.

##### Dans la continuité des efforts réalisés par le club (2013-2014)
Le PSG attaque sa saison européenne avec des ambitions, mais tombe sur un gros morceau dès le premier tour, le Tyresö F.F., club suédois, et sa bardée d'internationales suédoises, allemandes et américaines, et ses deux stars, l'Espagnole Veronica Boquete (future joueuse du club) et la Brésilienne Marta. Malgré une courte défaite à l'aller 2-1, le PSG ne peut faire mieux qu'un 0-0 au retour. Il reporte ses ambitions sur le championnat, d'autant que le club parvient après la trêve hivernale à battre Lyon à Gerland 0-1 sur une tête de Laura Georges, alors que le club lyonnais n'avait plus perdu depuis 87 matchs de suite à domicile. C'est également la première victoire de l’histoire du PSG sur l'Olympique Lyonnais, c'est à ce moment-là que la rivalité entre les deux clubs commencera à prendre de l'importance. Paris parvient à se qualifier en finale de Coupe de France en humiliant Juvisy six buts à zéro en demi-finale mais perd contre Lyon en finale 2-0 alors qu'elles avaient résisté toute la première mi-temps, le club termine également second derrière Lyon, avec le même nombre de points que l'année précédente, mais un nombre de buts bien plus important et la meilleure défense de la Division 1, Sabrina Delannoy n'y étant pas étrangère.

##### Le club prend une dimension mondiale (2014-2015)
Le début de saison du PSG en Championnat de Division 1 est conforme aux attentes, avec cinq victoires dans les cinq premières journées, notamment deux victoires à l'extérieur contre Guingamp (0-3) et Montpellier (0-1) ainsi qu'une victoire précieuse contre Juvisy à domicile (2-0) début octobre. Paris se retrouve opposé à Twente F.C. lors des 16ès de finale de Ligue des Championnes, si le match aller est remporté 2-1 par les Parisiennes, ces dernières auront eu un peu chaud en fin de seconde mi-temps, le match retour à Charléty quinze jours plus tard fut de la même veine, Paris l'emporte certes, mais dans la difficulté 1-0. Début novembre, le PSG se retrouve à jouer trois fois contre Lyon, une fois dans le cadre du championnat (défaite du PSG 2-1 à Gerland), puis en double confrontation pour les 8e de finales de la Ligue des Champions. Au match aller, le PSG tient un nul 1-1 à Charléty, alors qu'il aurait pu l'emporter en fin de rencontre, et au retour, dans un match très fermé, le PSG l'emporte 1-0, le but est marqué par Fatmire Alushi dans le dernier quart d'heure, et se qualifie pour la première fois de son histoire en quarts de finale de Coupe d'Europe. Si la Ligue des Champions leur sourit, la Coupe de France beaucoup moins car elles sont éliminées dès les 8e de finale par l'EA Guingamp aux tirs au but. En revanche, le championnat, lui n'a jamais été aussi florissant pour les joueuses de Farid Benstiti, car elles ne perdent que face aux Lyonnaises et gagnent tous leurs autres matchs, elles finissent deuxièmes assez facilement avec 15 points d'avance sur les Montpelliéraines troisièmes. Elles établissent d'ailleurs cette année la leur record de points sur une saison (82 points). Mais ce qui fait que cette saison est sans doute la plus réussie de leur histoire, c'est qu'elles atteignent pour la première fois la finale de la Ligue des Champions. En quart de finale, les Franciliennes affrontent le club écossais du Glasgow City, qu'elles battront 7-0 sur l'ensemble des deux matchs (0-2, 5-0) avec un but de Sabrina Delannoy sur pénalty. Elles héritent en demi-finale de l'ogre allemand, le VfL Wolfsbourg double tenant du titre alors que c'était l'adversaire qu'elles craignaient le plus. Les Parisiennes réalisent l'exploit, à la surprise générale, de sortir le club allemand de la compétition après une victoire 2-0 sur le terrain de Wolfsbourg et un but de Sabrina Delannoy une nouvelle fois sur pénalty et un sublime lobe de Shirley Cruz. Elles repartent donc de Wolfsbourg avec deux buts d'avance. Le match retour est beaucoup plus compliqué car bien que les Franciliennes ouvrent le score très vite sur une frappe détournée d'Aurélie Kaci (à ce moment, elles gagnent 3-0 contre le double tenant du titre), elles résistent aux assauts allemands toute la première période mais craquent en seconde et encaissent deux buts en 3 minutes dans les 20 dernières minutes, il ne suffit que d'un nouveau but aux Allemandes pour se qualifier en 15 minutes, elles poussent donc plus que jamais mais c'est bien le Paris Saint Germain qui se qualifie au bout du suspens en s'inclinant sur sa pelouse. La finale les oppose de nouveau à un club allemand, le FFC Francfort. La finale est très compliquée pour les Parisiennes car elles doivent faire sans Caroline Seger blessée, de ce fait elles voient très peu le ballon et subissent durant tout le match les assauts allemands. Leur défense craque à la 32e minute et Sasic ouvre le score pour Francfort d'une tête prenant Kiedrzynek à contre pied. Ce but a pour effet de réveiller les Parisiennes qui poussent et obtiennent des occasions dont un corner, il est joué rapidement en une-deux et Jessica Houara centre pour Marie-Laure Delie au second poteau qui reprend ce ballon d'une tête puissante (1-1, 40e), le score en reste là à la pause. Au retour des vestiaires, les joueuses allemandes sont beaucoup plus agressives et les Parisiennes ne se procurent quasiment aucune occasion. Les joueuses allemandes poussent et cela finit par payer car à la 92e minute, un cafouillage dans la surface parisienne permet à Mandy Islacker de redonner l'avantage au FFC Francfort sur une frappe de l'extérieur du pied (2-1, 92e). Le score en reste là et les Franciliennes perdent cette finale.

### Carrière en sélection
Le 25 septembre 2013, lors du match Kazakhstan - France (match qualificatif pour la coupe du monde 2015), elle inscrit son premier but en équipe de France à la 22e sur un corner tiré par Louisa Necib (tête décroisée en extension). Le 28 novembre 2013, lors du match France-Bulgarie (match qualificatif pour la coupe du monde 2015 gagné 14-0), elle porte pour la 1re fois le brassard de capitaine de l'équipe de France durant toute la seconde période.
Le 10 mars 2014, lors du match Pays-Bas - France (tournoi de Chypre), elle porte à nouveau le brassard de capitaine de l'équipe de France.
Le 14 mai 2015, elle dispute la finale de la Ligue des Champions en tant que capitaine du PSG, qui s'inclinera 2-1 face au FFC Francfort. En juin 2015, elle fait partie des joueuses sélectionnées pour jouer la Coupe du monde au Canada. En dépit de sa bonne saison en club, elle ne jouera que 12 minutes. La France a été éliminée en 1/4 de finale par l'Allemagne.
En août 2016, elle fait partie des 18 joueuses appelées par Philippe Bergeroo pour disputer les Jeux olympiques de Rio. La France est éliminée en quart de finale par le Canada, et Sabrina Delannoy annonce la fin de sa carrière internationale à la suite de la compétition.
Et chez les Bleues aussi, Sabrina Delannoy assure parfois le capitanat. Elle porte le brassard pour la première fois le 28 novembre 2013 durant toute la seconde période de France – Bulgarie, match qualificatif pour la Coupe du monde 2015, remporté 14-0.

### L'après carrière
En août 2017, Sabrina Delannoy est nommée « conseillère auprès de la section féminine » du PSG et directrice adjointe de la fondation du PSG.
En 2019, elle commente avec Christian Jeanpierre des rencontres de la Coupe du monde féminine de football diffusée sur TMC et TF1.
En 2021, pendant l'Euro 2020, elle constitue, avec Julien Brun, la seconde paire chargée de commenter certaines des rencontres diffusées par TF1.
En 2024, elle commente à nouveau aux côtés de Julien Brun l'Euro 2024.

## Style de jeu
Sabrina Delannoy était une spécialiste des penaltys, bien qu'elle soit défenseure. Elle s'est illustrée plusieurs fois par cet art, notamment en 2011 où elle marque le penalty dans les dernières minutes face à Montpellier qui permit aux Parisiennes de disputer la première Ligue des Champions de l'histoire du club, ou encore lorsqu'elle marqua le penalty en demi-finale retour de la Ligue des Champions de 2017 face au FC Barcelone qui assura au club de disputer sa deuxième finale de Ligue des Champions.

## Statistiques

### En club

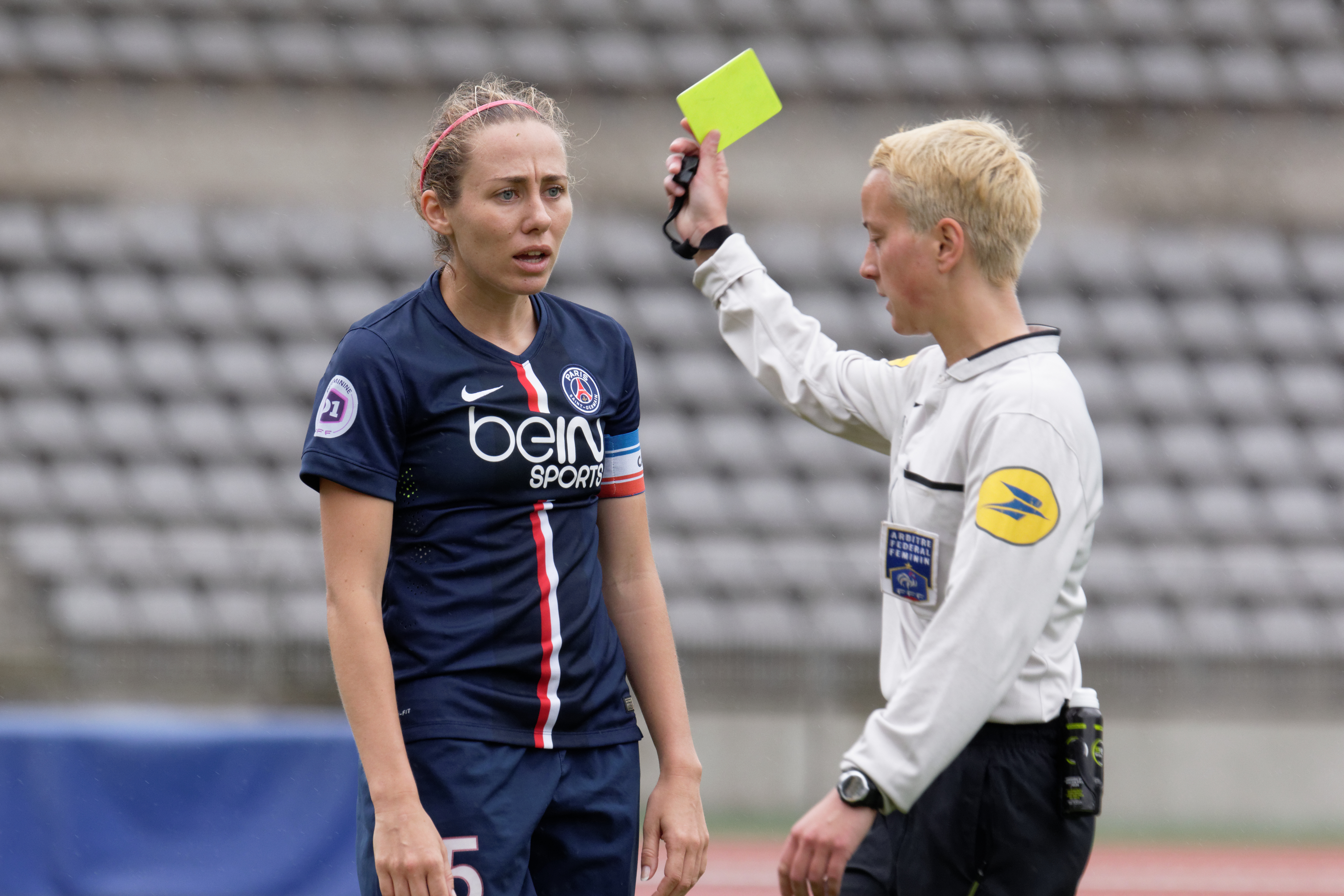
Sabrina Delannoy en mai 2015.

| Saison                | Club                  | Championnat           | Championnat | Championnat | Coupe(s) nationale(s) | Coupe(s) nationale(s) | Compétition(s) continentale(s) | Compétition(s) continentale(s) | Compétition(s) continentale(s) | Total | Total |
| Saison                | Club                  | Division              | M.          | B.          | M.                    | B.                    | Comp.                          | M.                             | B.                             | M.    | B.    |
| 2001-2002             | USO Bruay             | National 1B           | 0+1         | 0+0         |                       |                       | -                              | -                              | -                              | 1     | 0     |
| 2002-2003             | USO Bruay             | Division 1            | 3+          | 0           |                       |                       | -                              | -                              | -                              | 3     | 0     |
| Sous-total            | Sous-total            | Sous-total            | 4           | 0           |                       |                       | -                              | -                              | -                              | 4     | 0     |
| 2003-2004             | CNFE Clairefontaine   | Division 1            | 21          | 0           | -                     | -                     | -                              | -                              | -                              | 21    | 0     |
| 2004-2005             | CNFE Clairefontaine   | Division 1            | 20          | 0           | -                     | -                     | -                              | -                              | -                              | 20    | 0     |
| Sous-total            | Sous-total            | Sous-total            | 41          | 0           | -                     | -                     | -                              | -                              | -                              | 41    | 0     |
| 2005-2006             | Paris Saint-Germain   | Division 1            | 21          | 1           | 2                     | 0                     | -                              | -                              | -                              | 23    | 1     |
| 2006-2007             | Paris Saint-Germain   | Division 1            | 20          | 0           | 1                     | 0                     | -                              | -                              | -                              | 21    | 0     |
| 2007-2008             | Paris Saint-Germain   | Division 1            | 19          | 0           | 5                     | 0                     | -                              | -                              | -                              | 24    | 0     |
| 2008-2009             | Paris Saint-Germain   | Division 1            | 19          | 0           | 1                     | 0                     | -                              | -                              | -                              | 20    | 0     |
| 2009-2010             | Paris Saint-Germain   | Division 1            | 20          | 2           | 5                     | 0                     | -                              | -                              | -                              | 25    | 2     |
| 2010-2011             | Paris Saint-Germain   | Division 1            | 22          | 5           | 1                     | 0                     | -                              | -                              | -                              | 23    | 5     |
| 2011-2012             | Paris Saint-Germain   | Division 1            | 19          | 2           | 5                     | 0                     | C1                             | 4                              | 0                              | 28    | 2     |
| 2012-2013             | Paris Saint-Germain   | Division 1            | 21          | 4           | 5                     | 0                     | -                              | -                              | -                              | 26    | 4     |
| 2013-2014             | Paris Saint-Germain   | Division 1            | 21          | 3           | 6                     | 2                     | C1                             | 2                              | 1                              | 29    | 6     |
| 2014-2015             | Paris Saint-Germain   | Division 1            | 19          | 2           | 3                     | 0                     | C1                             | 9                              | 2                              | 31    | 4     |
| 2015-2016             | Paris Saint-Germain   | Division 1            | 22          | 5           | 5                     | 0                     | C1                             | 8                              | 1                              | 35    | 6     |
| 2016-2017             | Paris Saint-Germain   | Division 1            | 21          | 1           | 6                     | 1                     | C1                             | 9                              | 1                              | 36    | 3     |
| Sous-total            | Sous-total            | Sous-total            | 244         | 25          | 45                    | 3                     | -                              | 32                             | 5                              | 321   | 33    |
| Total sur la carrière | Total sur la carrière | Total sur la carrière | 289         | 25          | 45                    | 3                     | -                              | 32                             | 5                              | 366   | 33    |

Liens :
- « USO BRUAY-LABUISSIERE », sur Internet Archive (consulté le 25 décembre 2023)
- « Challenge : le tenant passe par Issy sans souci », sur Footofeminin.fr : le football au féminin (consulté le 25 décembre 2023)
- « PFYC - Lens 2ème, on revient aujourd'hui ! », sur rclensois.fr via Wikiwix (consulté le 25 décembre 2023)
- « Coupe de France - Le PSG s'impose en Lorraine », sur Footofeminin.fr : le football au féminin (consulté le 25 décembre 2023)
- « Seiziemes de finale - 16 février 2014 », sur christophe-ringaud.com (consulté le 25 décembre 2023)
- https://www.leparisien.fr/oise-60/compiegne-poursuit-sa-route-19-02-2007-2007782019.php

### En sélection
| Sélection | Année | Statistiques | Statistiques |
| Sélection | Année | Matchs       | Buts         |
| --------- | ----- | ------------ | ------------ |
| France    | 2012  | 1            | 0            |
| France    | 2013  | 11           | 1            |
| France    | 2014  | 9            | 0            |
| France    | 2015  | 10           | 0            |
| France    | 2016  | 8            | 1            |
| Total     | Total | 39           | 2            |

## Palmarès
Équipe de France U-19 :
- Finaliste de la Coupe d'Europe en 2005

 Équipe de France :

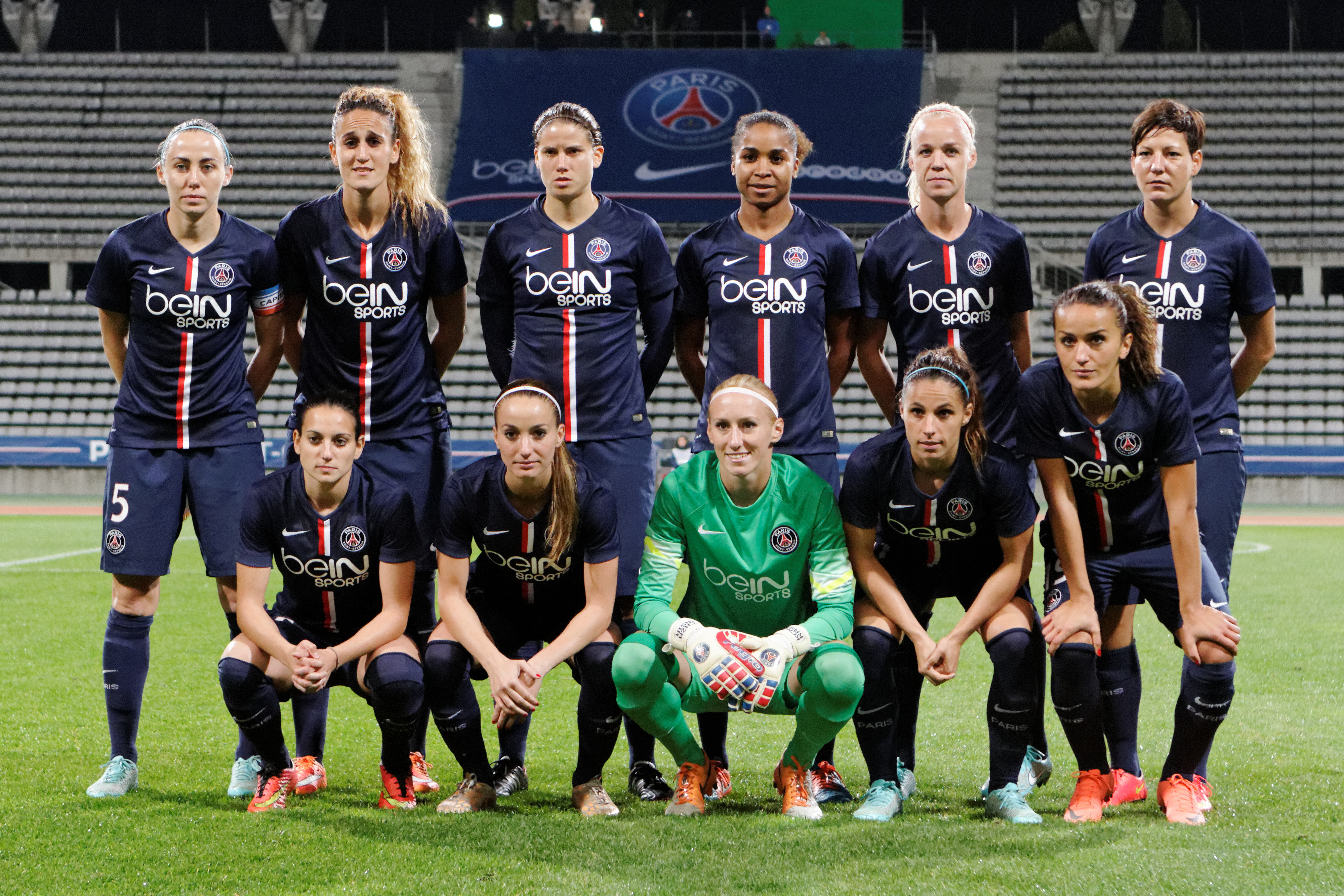
Effectif du Paris Saint-Germain en 2014-2015.

- Vainqueur du Tournoi de Chypre en 2014 (1)
- Finaliste de l'Algarve Cup en 2015

 Paris Saint-Germain :
- Vainqueur de la Coupe de France en 2010 (1)
- Finaliste de la Coupe de France en 2008, 2014 et 2017
- Finaliste de la Ligue des champions en 2015 et 2017